# Bisetocreagris tenuis
Espèce
Synonymes
- Microcreagris tenuis Redikorzev, 1934

Bisetocreagris tenuis est une espèce de pseudoscorpions de la famille des Neobisiidae.

## Distribution
Cette espèce se rencontre en Mongolie et au Kirghizistan.

## Description
La femelle décrite par Ćurčić en 1985 mesure 3,51 mm.

## Systématique et taxinomie
Cette espèce a été décrite sous le protonyme Microcreagris tenuis par Redikorzev en 1934. Elle est placée dans le genre Bisetocreagris par Ćurčić en 1985.

## Publication originale
- Redikorzev, 1934 : Neue paläarktische Pseudoscorpione. Zoologische Jahrbücher, Abteilung für Systematik, Ökologie und Geographie der Tiere, vol. 65, p. 423-440.